# Torneo de Buenos Aires 2025
El IEB+ Argentina Open 2025 fue un evento de tenis profesional masculino de la categoría ATP 250 que se jugó en tierra batida. Se trató de la 28.a edición del torneo que forma parte del ATP Tour 2025. Se disputará del 10 al 16 de febrero de 2025 en el Buenos Aires Lawn Tennis Club de Buenos Aires, Argentina.

## Distribución de puntos
| Modalidad            | Campeón | Finalista | Semifinales | Cuartos de final | 2ª ronda | 1ª ronda | Clasificados | 2ª ronda de clasificación | 1ª ronda de clasificación |
| Individual masculino | 250     | 165       | 100         | 50               | 25       | 0        | 13           | 7                         | 0                         |
| Dobles masculino     | 250     | 150       | 90          | 45               | 20       | 0        | -            | -                         | -                         |

## Cabezas de serie

### Individuales masculino
| Tenista                 | Ranking | Preclasificado |
| Alexander Zverev        | 2       | 1              |
| Holger Rune             | 14      | 2              |
| Lorenzo Musetti         | 17      | 3              |
| Alejandro Tabilo        | 27      | 4              |
| Francisco Cerúndolo     | 29      | 5              |
| Sebastián Báez          | 31      | 6              |
| Nicolás Jarry           | 38      | 7              |
| Tomás Martín Etcheverry | 40      | 8              |

- Ranking del 3 de febrero de 2025.[2]

### Dobles masculino
| Tenistas                            | Ranking | Preclasificado |
| Máximo González Andrés Molteni      | 48      | 1              |
| Sadio Doumbia Fabien Reboul         | 64      | 2              |
| Rafael Matos Marcelo Melo           | 77      | 3              |
| Alexander Erler Constantin Frantzen | 96      | 4              |

## Campeones

### Individual masculino
João Fonseca venció a  Francisco Cerúndolo por 6-4, 7-6(7-1)

### Dobles masculino
Guido Andreozzi /  Theo Arribage vencieron a  Rafael Matos /  Marcelo Melo por 7-5, 4-6, [10-7]